# Мирет, Педро
Педро Мирет Прието (исп. Pedro Miret Prieto; 19 февраля 1927, Сантьяго-де-Куба — 15 января 2016, Гавана) — кубинский революционер, военный и государственный деятель. Наряду с Фиделем и Раулем Кастро был одним из последних живых руководителей Кубинской революции 1959 года.

## Биография
Гражданский инженер по профессии. В 1953 году принял участие в штурме казарм Монкада под руководством Фиделя Кастро. Затем вступил в «Движение 26 июля», во время Кубинской революции сражался против сил Фульхенсио Батисты в Сьерра-Маэстро. В марте 1958 года тайно высаживается на Кубе, чтобы вступить в ряды повстанческой армии в горах Сьерра-Маэстра. В декабре 1958 года был назначен командующим В апреле 1961 года участвовал в сражении на Плайя-Хирон.
После победы революции — на государственной службе. в январе 1959 года был назначен заместителем министра обороны. Затем — министр сельского хозяйства, министр горнорудной промышленности, металлургии и топлива, заместитель председателя Совета министров Кубы (1972—1974). Депутат Национальной ассамблеи народной власти и член Государственного совета (1976—2008). 
Член Центрального комитета Коммунистической партии Кубы (1965—2016), член его Секретариата (1975) и Политбюро (1983—1991).
В 1990—2009 годах — заместитель председателя Совета Министров Кубы.
С 2009 года на пенсии.